# Salterforth
Salterforth – wieś w Anglii, w hrabstwie Lancashire, w dystrykcie Pendle. Leży 49 km na północ od miasta Manchester i 300 km na północny zachód od Londynu. W 2001 miejscowość liczyła 625 mieszkańców.